# Comitatul Virovitica
Comitatul Virovitica (în croată Virovitička županija, în sârbă Вировитичка жупанија, în germană Komitat Virovititz, în maghiară Verőce vármegye) a fost o subdiviziune administrativă istorică (županija) din Regatul Croația-Slavonia. Croația-Slavonia a fost un regat autonom în componența Pământurilor Coroanei Sfântului Ștefan (Transleithania), partea ungură a Imperiului dualist Austro-Ungar. Teritoriul său este acum în nord-estul Croației. Capitala de comitat a fost de Osijek (în maghiară Eszék).

## Demografie
În 1910, populația comitatului era de 272.430 locuitori, dintre care: 
- Croați -- 137.394 (50,43%)
- Sârbi -- 46.658 (17,12%)
- Germani -- 40.766 (14,96%)
- Maghiari -- 37.656 (13,82%)
- Slovaci -- 3.691 (1.35%)
- Alții/necunoscuți (ruteni, evrei, bosniaci, români, etc) -- 6.265 (2,30%)

## Subdiviziuni
La începutul secolului 20, subdiviziunile comitatului Virovitica erau următoarele:
| Districts        | Districts      |
| District         | Capitală       |
| ---------------- | -------------- |
| Donji Miholjac   | Donji Miholjac |
| Đakovo           | Đakovo         |
| Osijek           | Osijek         |
| Našice           | Našice         |
| Slatina          | Slatina        |
| Virovitica       | Virovitica     |
| Districte urbane |                |
| Osijek           |                |